# Trzciniak (zwyczajny)
Trzciniak (zwyczajny), trzciniak drozdówka (Acrocephalus arundinaceus) – gatunek niewielkiego ptaka wędrownego z rodziny trzciniaków (Acrocephalidae), wcześniej zaliczany do pokrzewkowatych (Sylviidae).

## Systematyka
Takson ten bywał często łączony w jeden gatunek z trzciniakiem wschodnim (A. orientalis) lub trzciniakiem perskim (A. griseldis), ale na podstawie wyników badań genetycznych są one obecnie traktowane jako odrębne gatunki. Wyróżnia się dwa podgatunki A. arundinaceus:
- A. arundinaceus arundinaceus – Europa do północnego Iranu i północno-zachodniej Arabii, północno-zachodnia Afryka.
- A. arundinaceus zarudnyi – południowo-wschodnia europejska część Rosji i północny Iran do północno-zachodniej Mongolii i północno-zachodnich Chin.

## Występowanie
Zamieszkuje Europę (oprócz Wielkiej Brytanii i północnej części kontynentu), północno-zachodnią Afrykę, Bliski Wschód, Azję Środkową oraz południowo-zachodnią i południowo-środkową Syberię. Odbywa migracje na duże odległości. Zimuje w Afryce Subsaharyjskiej. Przyloty w kwietniu–maju oraz odloty w sierpniu i wrześniu.
W Polsce średnio liczny ptak lęgowy niżu. Rozpowszechniony w całym kraju do wysokości 500 m n.p.m., a więc gór nie zasiedla. Występuje wyspowo, na obszarach ze zbiornikami wodnymi i rzekami. Najliczniejsze populacje zamieszkują bagienne doliny większych rzek, obficie zarośnięte jeziora i kompleksy stawów hodowlanych. Badania dowiodły, że w biotopach o największym zagęszczeniu trzciniaków występuje kilka par lęgowych na 1 ha trzcinowisk. W czasie migracji obserwuje się go w całym kraju, choć niemal zawsze w okolicach wód i tylko pojedyncze osobniki. Najpóźniejsze odloty zanotowano w październiku. Prób zimowania nie zaobserwowano. W latach 70. w Europie Środkowej doszło do silnego załamania liczebności, które spowodowało znaczne luki w zasięgu występowania. W XXI wieku w Polsce odnotowany jest wyraźny trend wzrostowy populacji lęgowej tego gatunku – średnie tempo wzrostu w ciągu 16-letniego okresu badań wynosiło 4,5% rocznie.

## Charakterystyka

### Cechy gatunku
Największy przedstawiciel rodzaju Acrocephalus w Europie, osiągający wielkość szpaka. Upierzenie jednolite, podobne jak u trzcinniczka, ale jest wyraźnie większy, ma wyraźniejszą brew i dłuższy, masywniej zbudowany dziób. Obie płci ubarwione jednakowo. Wierzch ciała oliwkowobrązowy, głowa ciemniejsza. Kuper żółtawobrązowy. Pokrywy skrzydeł z pomarańczowobrązowym brzegiem. Spód ciała kremowy, na bokach ciemniejszy; gardło brudnobiałe. Przez oko przechodzi jasny niewyraźny pasek, wokół oka jasna obrączka. Dziób szarobrązowy.
Wielkością prawie dorównuje drozdowi, jest większy od wróbla. Prowadzi skryty tryb życia, trzymając się prawie zawsze trzcinowisk. Samca można jednak dostrzec z daleka, gdy wykonuje swą pieśń na końcu wysokiej trzcinowej łodygi.

### Głos
Śpiew bardzo głośny, wielosylabowy, szorstki, rechoczący i terkoczący. Aby wykonać swą melodię, samiec wspina się do góry po łodydze trzciny. Śpiewa energicznie, najczęściej tam siedząc i nieprzerwanie często powtarza „karre karre kit kit” (słychać to bardzo, podobnie jak odgłos kokoszki). Świergot często zagłusza inne ptaki trzcinowisk. Składa się z 1–3 powtarzalnych motywów, choć na zmianę wydaje warkoczące głosy i wysokie piski. Przypomina odgłosy trzcinniczka, ale jest bardziej szorstki i głośniejszy. Czasem zdarza się, że trzciniaka można usłyszeć w nocy. Natomiast żebrzący głos piskląt przypomina odgłos drozda „kre”.
Dawniej zwykli ludzie naśladowali głos słowami: Ryba ryba-rak-rak-rak, świędzi, świędzi-drap-drap-drap, boli-boli, cierp-cierp cierp.

### Wymiary średnie
długość ciałaok. 20 cm
rozpiętość skrzydeł28 cm

### Masa ciała
ok. 37 g

## Biotop
Jeziora i stawy z brzegami porośniętymi pasem rozległych trzcinowisk (najlepiej jednogatunkowych) na głębszej wodzie, szuwarami, łanami pałek lub łóz. To najmniejszy ptak polskich szuwarów. Rzadziej zasiedla trzcinowiska z domieszką zarośli wierzbowych lub z dominującą pałką wodną. Choć trzyma się tylko jednego typu biotopu, to może występować na terenach przekształconych przez człowieka. Liczne gniazdowiska znajdują się np. na Jeziorze Czerniakowskim w Warszawie – zagęszczenie gniazd jest do 6 razy większe niż w przypadku dzikich stanowisk na jeziorach.

## Okres lęgowy

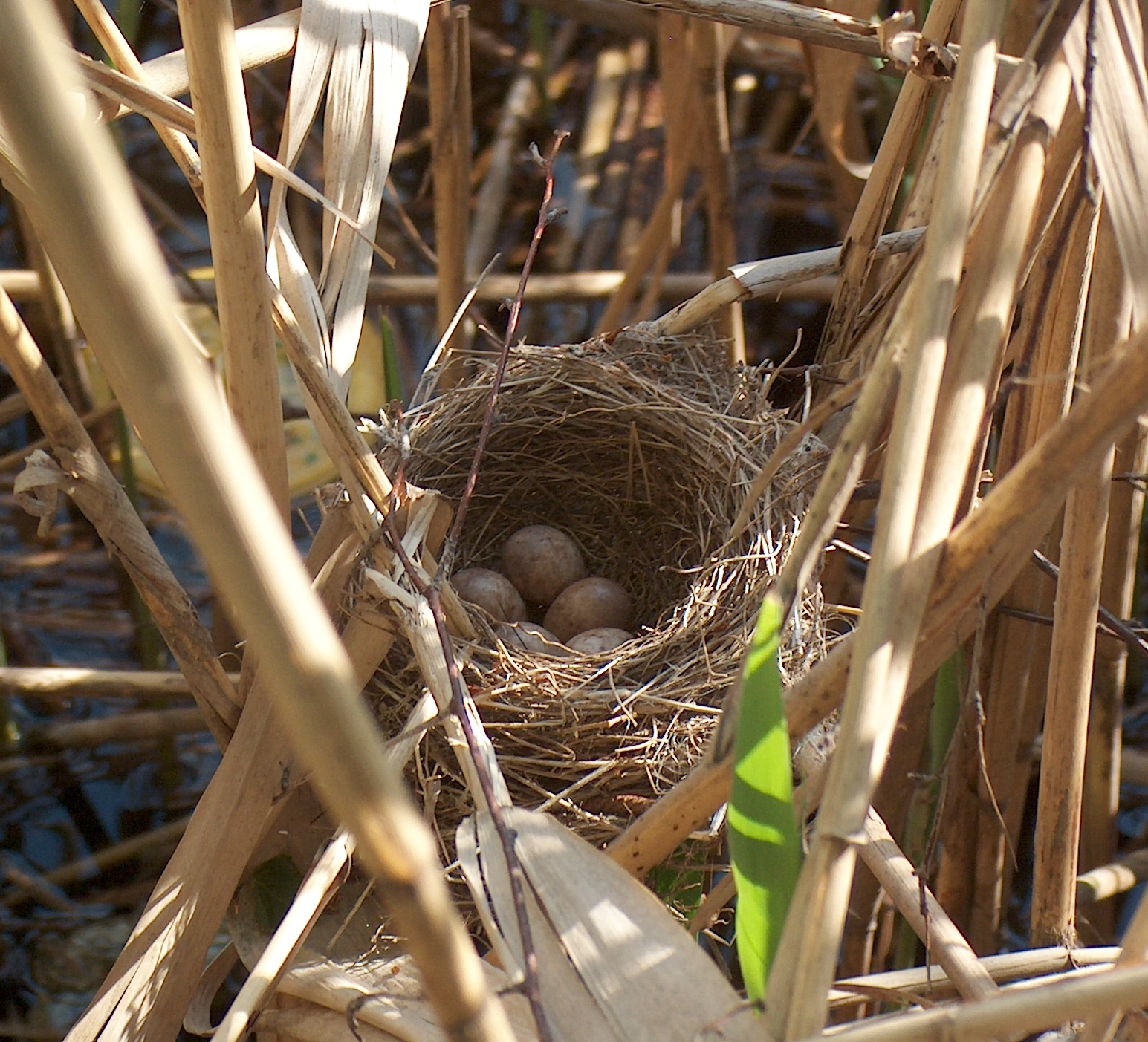
Gniazdo trzciniaka

Na lęgowiska trzciniaki wracają na przełomie kwietnia i maja. Okres lęgowy trwa od maja do lipca, w którym ptaki wyprowadzają jeden lęg.

### Toki
Gdy trzciniaki wracają na tereny lęgowe, nie ma jeszcze nowych pędów trzcin. To powoduje, że ptaki muszą cierpliwie czekać z budową gniazda na ich wyrośnięcie. Właściwy moment przypada na czas, gdy trzcinowiska zmienią kolor z żółtawego na zielony. Terytoria gniazdowe nie są duże – obejmują obszar 20–30 metrów wokół gniazda.
Mogą tworzyć pary monogamiczne, ale zdarza się, że samiec ma do 3 partnerek.

### Gniazdo
Lęgnie się w gęstych i wysokich trzcinowiskach. Gniazdo zawsze nad lustrem wody, misternie splecione w głęboki, duży i stabilny koszyczek przymocowany do kilku pionowych łodyg trzciny (zielonych lub suchych – zeszłorocznych), o wysokości 20 cm i ulokowane zwykle 50–100 centymetrów ponad lustrem wody. Budują je paski z liści trzciny (mytych przez ptaki przez zanurzenie w wodzie) i włókien roślin, a wyłożone jest fragmentami kwiatostanów trzciny. Z daleka wydaje się, jakby łodygi przerastały na wylot ściany gniazda. Wysokie brzegi konstrukcji lęgowej mają znaczenie – zabezpieczają jaja i pisklęta przed wypadnięciem w czasie wietrznej pogody, która kołysze trzcinami. Samce nie budują gniazda, choć pomagają samicy w przynoszeniu budulca.

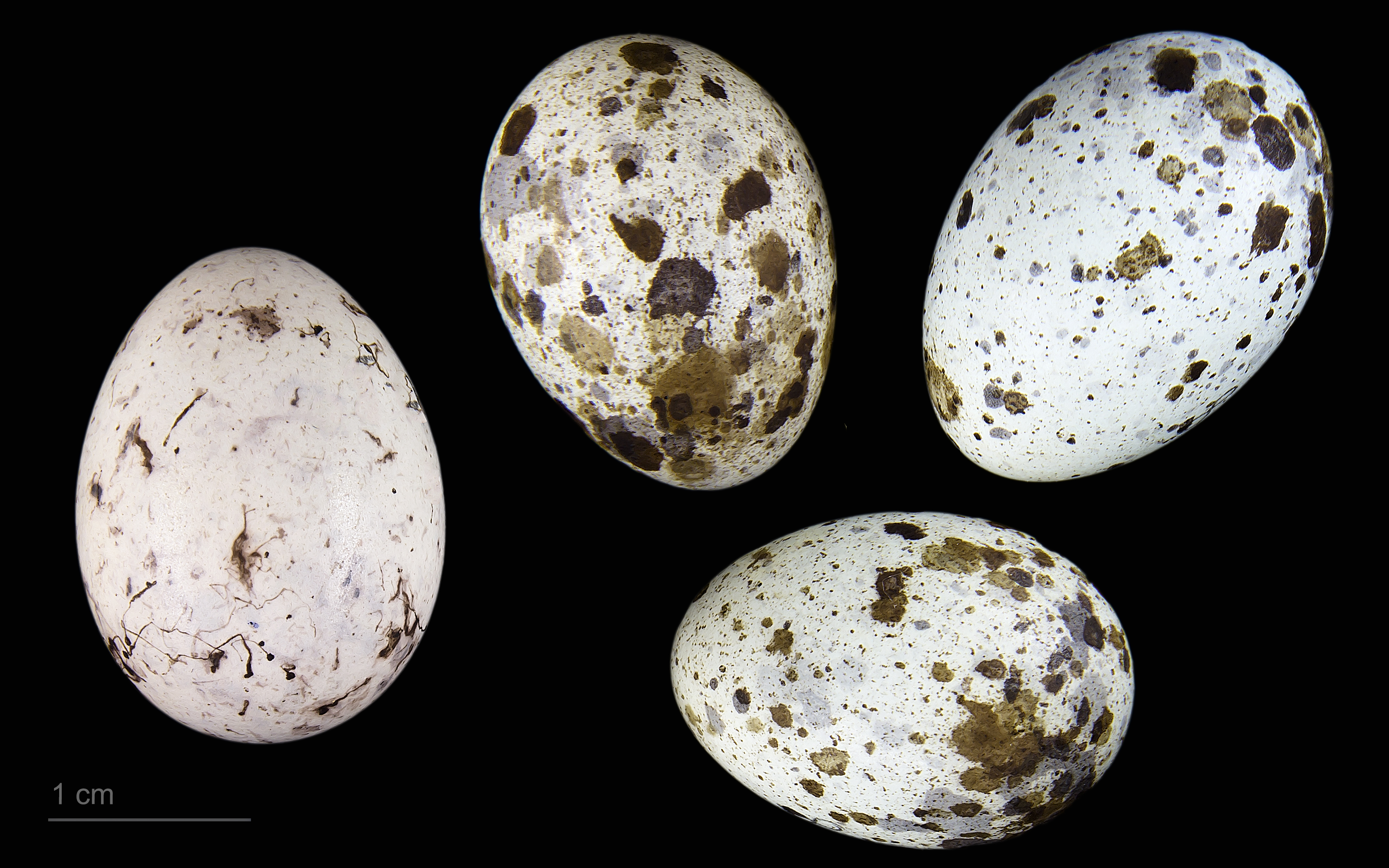
Jajo kukułki i jaja trzciniaka

### Jaja
Pod koniec maja lub na początku czerwca składa 3–6 jaj o średnich wymiarach 22×15 mm, o tle niebieskozielonym lub oliwkowozielonym z plamkami barwy szarozielonej lub brązowej.

### Wysiadywanie i pisklęta
Od złożenia ostatniego jaja trwa 14–15 dni. Na jajach siedzą oboje przyszli rodzice. Często wysiadują jajo kukułki, która korzysta z solidnego wykonania gniazda. Dlatego też trzciniaki potrafią rozpoznawać kukułkę i jeśli jest w pobliżu, zaczynają ją atakować. Para lęgowa może to robić na terenie swego terytorium brutalnie i zaciekle. Ptaki mają na tyle duże rozmiary i siłę, że dotkliwie dziobią większego pasożyta lęgowego. To wymusza od kukułki użycia dużego sprytu, aby udało się jej niepostrzeżenie wykorzystać trzciniaki. Pisklęta mają pomarańczowożółte wnętrze paszczy, a język brązowy z żółtymi obrzeżeniami. Oprócz tego na języku widać dwie podłużne czarne plamy. Młode opuszczają gniazdo po 12–14 dniach. Do tego czasu są pod troskliwą opieką rodziców. Gdy wyjdą z gniazda, nie potrafią jeszcze latać, ale wspinają się już zręcznie po łodygach trzcin. Rodzice dokarmiają je jeszcze przez około 2 tygodnie. W sierpniu trzciniaki odlatują do Afryki równikowej i Południowej.

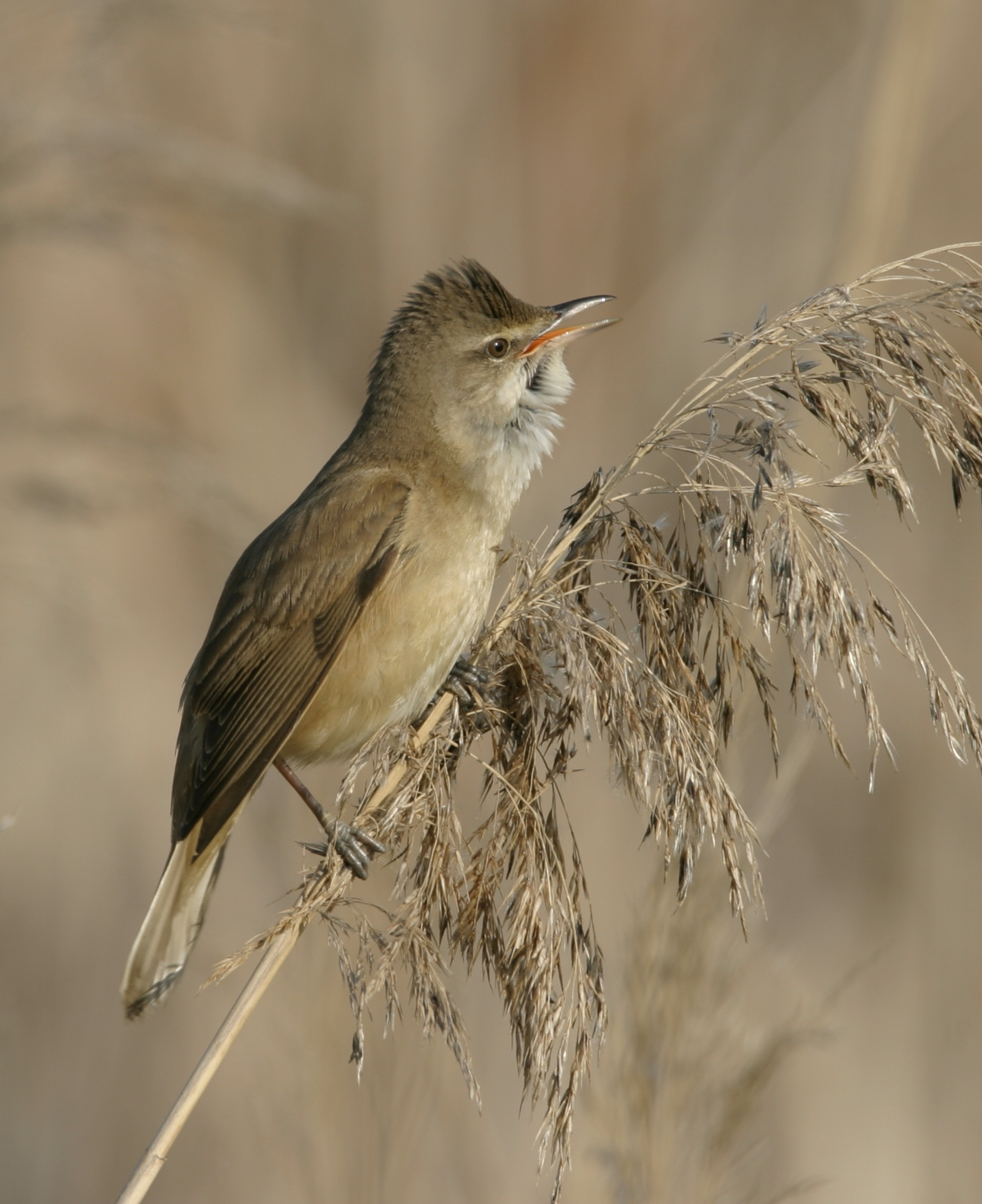
Głównym pożywieniem trzciniaków są owady wodne takie jak ważki i jętki

## Pożywienie
To głównie dojrzałe owady żyjące na źdźbłach trzcin, ich larwy, takie jak ważki, jętki i chruściki oraz inne bezkręgowce (np. ślimaki), które są zbierane z bagiennej roślinności lub z powierzchni wody. W czasie żerowania trzciniaki potrafią huśtać się głową do dołu. Na powierzchni wody mogą łapać również małe płazy. Jesienią w diecie trzciniaków pojawiają się owoce.
Pokarmu szuka nie tylko w gęstych trzcinowiskach, ale i w koronach drzew i krzewów, np. na wierzbach.

## Status i ochrona
IUCN uznaje trzciniaka za gatunek najmniejszej troski (LC, Least Concern). Organizacja BirdLife International w 2015 roku szacowała liczebność populacji europejskiej (wraz z Turcją) na 2 600 000 – 4 680 000 par lęgowych. Trend liczebności populacji uznawany jest za spadkowy.
Na terenie Polski gatunek ten jest objęty ścisłą ochroną gatunkową. Na Czerwonej liście ptaków Polski został sklasyfikowany jako gatunek najmniejszej troski (LC). Według szacunków Monitoringu Pospolitych Ptaków Lęgowych, w latach 2013–2018 populacja trzciniaka na terenie kraju liczyła 151–224 tysięcy par lęgowych.
Jest bardziej zagrożony od innych gatunków trzciniaków w wyniku zmniejszenia terenów trzcinowisk. Innym powodem lokalnego zaniku tego gatunku jest eutrofizacja wód i bezpośrednia działalność człowieka, np. uprawianie sportów wodnych na jeziorach. Zagrożeniem dla niego są też polowania i zanikanie siedlisk, na których wypoczywa i zimuje na skutek osuszania terenów podmokłych i susz, jakie nawiedzają kraje Sahelu.